# 17 Pułk Piechoty (LWP)
17 pułk piechoty (17 pp) – oddział piechoty ludowego Wojska Polskiego.
Sformowany w rejonie Żytomierza na podstawie rozkazu nr 00130 dowódcy 1 Armii Polskiej w ZSRR z 5 lipca 1944 w oparciu o sowiecki etat pułku strzeleckiego nr 04/501.
24 października 1944 pułk otrzymał sztandar wręczony przez przedstawicieli Śniatynia.
Wchodził w skład 5 Saskiej Dywizji Piechoty z 2 Armii WP.

## Skład etatowy
dowództwo i sztab
- 3 bataliony piechoty
- kompanie: dwie fizylierów, przeciwpancerna, rusznic ppanc, łączności, sanitarna, transportowa
- baterie: działek 45 mm, dział 76 mm, moździerzy 120 mm
- plutony: zwiadu konnego, zwiadu pieszego, saperów, obrony pchem, żandarmerii

Stan osobowy pułku wynosił żołnierzy 2915, w tym oficerów – 276, podoficerów 872, szeregowców – 1765.
Uzbrojenie: 162 rkm, 54 ckm, 66 rusznic ppanc, 12 armat ppanc 45 mm, 4 armaty 76 mm, 18 moździerzy 50 mm, 27 moździerzy 82 mm, 8 moździerzy 120 mm.

## Marsze i działania bojowe
24 kwietnia 1945 17 pp walczył w rejonie Kauppa, o po jego odrzuceniu zajął podstawy wyjściowe do uderzenia w kierunku Sdier. Po całodziennych krwawych walkach z 1/ 22 pal i czołgami 4. Brygady Pancernej okopał się na rubieży Zschillichau-Sdier. Zaczęło brakować amunicji, paliwa i żywności.
25 kwietnia pułk otrzymał zadanie opanowania Sdier. Sukcesy odniesione w ciągu dnia zniwelowały niemieckie kontrataki.
Ostry kryzys w bitwie budziszyńskiej spowodował potrzebę ściślejszego organizowania obrony. Pułk otrzymał zadanie oderwania się od nieprzyjaciela i przygotowania się do dalszej walki w miasteczku Radibor. W nocy z 25/26 kwietnia ruszył w kierunku Radiboru. Jednak z uwagi na nowe zagrożenie, skierowano pułk w kierunku wsi Lomske. O świcie pułk został silnie zaatakowany przez piechotę i czołgi nieprzyjaciela. Walka trwała 2 godziny, po czym pułk przeprowadził kontratak w kierunku wsi Crosta.
26 kwietnia pułk nadal pozostawał poza macierzystą dywizją. Wspólnie z 8 DP odpierał główne uderzenia wojsk niemieckich. 27 kwietnia walki trwały do późnej nocy. 28 kwietnia bronił się na rubieży Lomske-Droben. W tym dniu Niemcy przeszli do natarcia już o 6:00. Walki trwały do wieczora. Pułk w nocy oderwał się od nieprzyjaciela, by dołączyć do macierzystej 5 Dywizji.
Uczestnicząc w operacji praskiej nacierał wzdłuż brzegu Łaby, tocząc szereg potyczek na skalistej nadbrzeżnej szosie. Zakończył szlak bojowy 12 maja 1945 r. w czeskiej miejscowości Litomerice.
|  |  |  |  |

|  |  |

## Sztandar pułku
Sztandar został wręczony pułkowi 24 października 1944 w Trzebieszowie. Przekazany sztandar był pierwszym znakiem 17 pułku piechoty z Rzeszowa. We wrześniu 1939 wycofujący się żołnierze zakopali jego płat w ziemi. W lecie 1944 odkopano go i przekazano 17 pp ludowego Wojska Polskiego.
Opis sztandaru
Płat o wymiarach 90 × 127 cm, obszyty z trzech stron srebrną frędzlą, przymocowany do drzewca za pomocą wiązadeł. Drzewce z jasnego drewna. Przy drzewcu wstęga karmazynowa i wstęga biała związane w kokardę.
Strona główna
Pośrodku płata, na karmazynowym polu, haftowany srebrną nicią orzeł. Po obydwu stronach orła i pod nim napis haftowany srebrną nicią: "17 PP W JEDNOŚCI SIŁA".
Strona odwrotna
Na białym polu aplikowany i malowany olejną farbą wizerunek Matki Boskiej Częstochowskiej. Poniżej napis haftowany złotą nicią: "POD TWOJĄ OBRONĘ".

## Okres powojenny
Rozkaz dowódcy 2 Armii WP Nr 17 z 19 maja 1945 nakazywał 5 Dywizja Piechoty z dniem 20 maja 1945 przystąpić do obsadzenia granicy państwowej. 17 pułk piechoty obsadził odcinek od Orzechowa do Słubic. Sztab rozmieścił się w Łamierzycach.
Po przekazaniu odcinka granicy oddziałom WOP, pułk przedyslokowany został do Międzyrzecza, gdzie zajął koszary przy ul. Wojska Polskiego 17.
W 1947 żołnierze 17 pp brali udział w akcji Wisła wchodząc w skład 5 kombinowanego pułku piechoty (dowództwo na bazie 17pp);
W wykonaniu rozkazu Ministra Obrony Narodowej nr 0045/org. z 17 maja 1951 roku, 12 pułk piechoty w terminie do 1 grudnia 1951 przeformowany został na etat nr 2/120 o stanie 1974 wojskowych i 35 kontraktowych.
W 1952 roku, będąc w składzie 2 KA, stacjonował w Międzyrzeczu.
Rozkazem MON Nr 0025/Org. z 2 kwietnia 1957 rozformowywano 5 Dywizję Piechoty. 17 pułk piechoty nie został rozwiązany, a przeszedł w podporządkowanie dowódcy 4 Pomorskiej Dywizji Piechoty.
23 maja 1948 17 pułk piechoty otrzymał nowy sztandar wojskowy.
W 1962 jednostka przeformowana została w 17 pułk zmechanizowany.

## Żołnierze pułku
Dowódcy pułku
- ppłk Ludwik Barański (25 lipca 1944–1945)
- mjr Władysław Wróblewski (1945–1948)
- mjr Kazimierz Leontowicz (1948–1950)
- kpt. Zdzisław Kuzemko (1950–1951)
- kpt. Kazimierz Makarewicz (1951–1953)
- mjr Zygmunt Stawski (1953–1956)
- ppłk dypl. Kazimierz Bukowy (1956–1958)
- ppłk dypl. Jan Stachura (1958–1962)

Odznaczeni Srebrnym Krzyżem Orderu Virtuti Militari
1. ppłk Ludwik Barański
2. kpt. Aleksander Filimonow